# هدیه (فیلم ۱۹۹۳)
«هدیه» (انگلیسی: Gift (1993 film)) فیلمی در ژانر موزیکال است.